# Johanna Quandt
Johanna Quandt tidl. Johanna Bruhn (21. juni 1926 - 3. august 2015) var en tysk forretningskvinde. Johanna Quandt blev storaktionær i BMW efter ægtemanden Herbert Quandts død i 1982. Da hun døde i 2015 var hun den 8. rigeste person i Tyskland (og den rigeste tyske kvinde), 77. rigeste person i verden, og den 11. rigeste kvinde i verden ifølge Forbes.